# Ludwig Schwarz

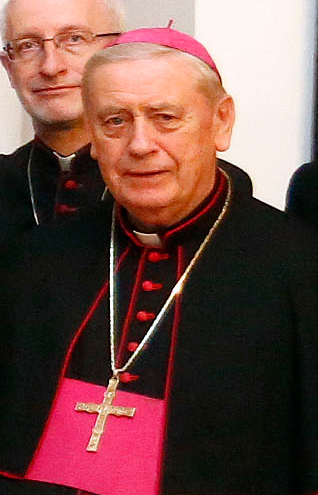
Ludwig Schwarz (2014)

Wappen von Ludwig Schwarz

Ludwig Schwarz SDB (* 4. Juni 1940 in Bruck, Slowakei) ist ein österreichischer Ordensgeistlicher und emeritierter römisch-katholischer Bischof von Linz.

## Leben
Ludwig Schwarz war das erste von neun Kindern und wuchs in Bruck an der Donau (Most pri Bratislave) auf. Nach der Vertreibung gemäß den Beneš-Dekreten seiner Familie aus der Slowakei (damals CSSR Tschechoslowakische sozialistische Republik) im Jahr 1945 kam er nach Wien. Dort besuchte er die Volksschule und die Unterstufe des Gymnasiums Fichtnergasse und wechselte mit 14 Jahren in das Don Bosco Gymnasium Unterwaltersdorf. Im Juni 1959 legte er die Matura ab und trat danach in den Orden der Salesianer Don Boscos ein. Hier absolvierte er zunächst ein zweijähriges pädagogisches Praktikum, im ersten Jahr als Generalassistent in Unterwaltersdorf, im zweiten Jahr im Schülerheim Vinzentinum Klagenfurt.
Schwarz studierte Philosophie in Unterwaltersdorf, katholische Theologie in Klagenfurt und 1961–1964 an der Philosophisch-Theologischen Hochschule Benediktbeuern. Er wurde am 29. Juni 1964 vom Augsburger Bischof Josef Stimpfle zum Priester geweiht, am 5. Juli 1964 feierte er seine Primiz in der Pfarrkirche Neuerdberg und war für kurze Zeit Aushilfskaplan in der Pfarre Don Bosco in Graz.
Anschließend studierte er Klassische Philologie und Archäologie an der Universität Wien und war gleichzeitig Krankenhausseelsorger im Herz-Jesu-Spital. 1970 promovierte er zum Doktor der Philosophie. Von 1969 bis 1978 war er Rektor des Interdiözesanen Seminars für Priesterspätberufe in Horn (Canisiusheim), danach bis 1984 Provinzial der Österreichischen Salesianerprovinz mit Sitz in Wien.
1984 wurde er in Rom Direktor des internationalen kirchlichen Konviktes „Don Bosco“ an der Päpstlichen Universität der Salesianer. Ab 1985 unterrichtete er an der dortigen Universität klassische und christliche Philologie. Ab 1993 war er Provinzial der römischen Provinz der Salesianer Don Boscos („Visitatoria Roma-UPS“).
Von Februar 1999 bis Februar 2005 war er Nationaldirektor der Päpstlichen Missionswerke in Österreich (Missio). Papst Johannes Paul II. ernannte ihn am 15. Oktober 2001 zum Weihbischof der Erzdiözese Wien und zum Titularbischof von Simidicca. Die Bischofsweihe empfing Schwarz am 25. November durch Christoph Schönborn im Wiener Stephansdom. Er leitete u. a. das diözesane Referat für Mission und Entwicklung.

### Bischof von Linz
Schwarz wurde am 6. Juli 2005 von Papst Benedikt XVI. zum Diözesanbischof von Linz ernannt und am 18. September in sein Amt eingeführt.
Anders als sein Vorgänger Maximilian Aichern war Bischof Schwarz nicht bereit, Ausnahmen von den kirchlichen Normen zuzulassen. Entsprechend dem kirchlichen Recht ließ er Predigten und Taufen durch Laien nicht zu. Bezüglich des Eucharistiesakraments hielt er sich an die katholische Praxis und blieb bei der geschlossenen Kommunion.
Im Juni 2009 wurde Ferdinand Kaineder als Pressesprecher und Kommunikationsleiter der Diözese Linz durch Bischof Schwarz unvermittelt abberufen, nachdem bekannt wurde, dass er und sein Kommunikationsbüro mit Geldern des Kirchenbeitrags eine CD-Card an 15.000 junge oberösterreichische Katholiken verschickten, worin der katholischen Sexualmoral klar widersprochen wird. Eine Laieninitiative nahm die umstrittene Jugend-CD zum Anlass, zum Boykott der Kirchenbeitragszahlung aufzurufen und den Rücktritt Kaineders zu fordern, zumal sein Kommunikationsbüro auch für den Inhalt der CD mitverantwortlich war. Nach mehrtägigen Gesprächen entschloss sich Bischof Schwarz dem Ansinnen der Laieninitiative nachzukommen und Kaineder abzuberufen, der dies als eine „Diffamierungskampagne“ gegen seine Person wertete.
2011 entpflichtete Schwarz den stark kritisierten Kopfinger Pfarrer Andrzej Skoblicki, nahm diese Entscheidung jedoch kurz darauf zurück. Ende 2011 nahm er Skoblickis freiwilliges, nach einer krankheitsbedingten Auszeit eingereichtes Rücktrittsgesuch an. Skoblicki wurde vorgeworfen, für „sektenähnliche Zustände“ in seiner Pfarre verantwortlich zu sein und u. a. die Kopfinger Schule als „Teufelswerk“, Lehrkräfte als „vom Satan besessen“, uneheliche Kinder als „Kinder der Sünde“ und unverheiratete Frauen als „Konkubinen“ bezeichnet zu haben.
Mit Erreichen der Altersgrenze von 75 Jahren reichte Schwarz dem Kirchenrecht entsprechend seinen Rücktritt ein. Papst Franziskus nahm am 18. November 2015 den altersbedingten Rücktritt an und ernannte Manfred Scheuer zu seinem Nachfolger. Am 17. Jänner 2016 übergab Schwarz bei der festlichen Amtseinführung seinem Nachfolger im Mariendom zu Linz den Bischofsstab.

### Ehrungen
- Ehren-Konventualkaplan des Malteserordens.[14]
- Silberkreuz der Diözese von Žilina, 2018 (Slowakisch: Strieborný kríž Žilinskej diecézy).[15]